# シルダビア

シルダビア王国
Зилдавий/Zyldavi

国の標語：不明
国歌：不明

シルダビアは、タンタンの冒険に登場する架空の国である。『オトカル王の杖』（1938–1939年）、『めざすは月』（1950年）、『月世界探険』（1952–1953年）、『ビーカー教授事件』（1954–1956年）、『紅海のサメ』（1972年）、『タンタンとピカロたち』（1975–1976年）に登場している。
Harry Thompsonの『タンタン：エルジェとその創造』（2011年）によると、シルダビアは「戦争の間の中央ヨーロッパの理想的な描写だった―慈悲深い君主制、平和な村の生活、大きなパイプをふかす丈夫な農民」。エリア内のライバル国はボルドリアである。 。
エルジェ自身は、この国はアルバニアとモンテネグロの両方の現実世界の国々に大きく影響を受けており、セルビア、ルーマニア、ブルガリアなどのより大きなバルカン諸国に基づいている可能性もあると述べている。

## 概要
バルカン半島に位置する君主制国家であり、『オトカル王の杖』ではムスカル12世によって統治されている。首都はクロウ（旧名ツィレヘルム）で、モルトゥス川とウラジール川の合流点にある。作品内で名前が挙げられている他の都市は、Niedzdrow、Istov、Dbrnouk、Douma、Tesznik、およびZlipである。1939年の時点でシルダビアの人口は642,000人で、うち122,000人がクロウに住んでいる。これは、史実のモンテネグロと非常に近い規模である。国営航空会社はSyldairで、公式通貨はコール（khôr）。
シルダビアは「黒ペリカンの王国」とも呼ばれ、国旗は黄色の地の中央に黒いペリカンがあしらわれたデザインである。
言語はシルダビア語で、一見するとスラヴ語派的な綴りと発音であるが、そのほとんどはブリュッセルで話されているオランダ語の方言に基づいている :5–10。キリル文字で書かれているが、中世の文書ではラテン文字が使用されている。「sh」を「ш」ではなく「сз」と転写するなど、キリル文字を使用する言語では一般的に見られない正書法が見受けられる。
モットーは「Eih bennek, eih blavek!」エルジェは英語で「Who rubs himself there gets stung」と訳したが、オランダ語のフレーズ「Hier ben ik, hier blijf ik」（ここにいる、ここにいる）をブリュッセルの方言風にしたものであるとも考えられる。
主な輸出品はミネラルウォーター。空港の税関の職員が「わが国では水しか飲まない」と話すほどで、酒類には高額の税金がかけられる。そのためウイスキーを大量に持ち込んだハドック船長は多額の税金を取られ、ぼやいていた。
シルダビアの正確な場所は漫画には記載されていない。バルカン半島にあり、別の架空国家ボルドリアに隣接しており、海に接していること以外は明らかでない。『めざすは月』では、シルダビアが打ち上げたロケットの軌跡がドナウ川の北に向かっていることが描写されている。ギリシャと間違われることもあるが、伝統的な服装が大きく異なると作中で説明されている。エルジェ自身が述べたように、主なインスピレーションはモンテネグロであるが、この国の歴史は多くのバルカン諸国をモデルにしている。Har Brokは、シルダビアはルーマニアやユーゴスラビアなどの国をモデルにしている可能性がある」と述べている:4–5。 

## 歴史
シルダビアの地域は、6世紀にスラヴ人が進出するまで、起源不明の遊牧民の部族が住んでいた。その後、10世紀にトルコ人が同地を征服し、トルコ人は平原を占領してスラブ人を山岳地域に追いやり、ツィレヘルム（Zileheroum、現在の首都クロウ）を設立した（実際には、バルカン半島は14世紀に征服された）。
1127年に、フベギ（Hveghi）と呼ばれる部族長が、ツィレヘルムの戦いで敗北したトルコの征服者を追い払い、1168年までムスカル1世として統治した。また、ツィレヘルムを「kloho」（自由）と「ow」（街）に由来する「クロウ」（Klow）に改称した。彼は有能な統治者だったが、彼の息子のムスカル2世は統治者として劣っていた。ボルドリアは1195年にシルダビアを征服し、オトカル1世（当時アルマズート男爵）が1275年に蜂起するまで統治した。
1360年、オトカル4世が王となった。彼は多くの新興貴族の力を奪った。敵のスタシェヴィチ男爵は王位を主張し、剣で王を攻撃すると、オトカル王は笏でわが身を守った。その後、オトカル王は国のモットーとなる「Eih bennek, eih blavek!」を言い、王笏が彼の命を救ったことから、シルダビアの支配者は王笏を保持していなければならず、失ったものは王の権威を失うと宣言した。この慣習は1939年まで法的効力を持っていた。
1939年、シルダビアは隣国のボルドリアに侵略されそうになった。これは、国王ムスカル12世を追放する計画の一部であった。王が退位することを期待して、王笏が盗まれた。タンタンは、聖ウラジミールの日の直前に王笏を返すことで状況を打開することに手を貸した。その後、ボルドリアは国境から15マイル離れたところに軍隊を撤退させると発表した （結末は同じではなかったが、状況は1938年のオーストリアのアンシュルスと非常に似ていた）。
ムスカル12世は、護衛の補佐官だけで自分で運転し、保護のために自分のピストルを持っている熱心な運転手である。彼は法廷や公の儀式には精巧なハッサードレスで登場し、他の機会にはよりシンプルな服装で登場している。彼は立憲君主ではなく、絶対的な権力を行使する統治者（啓蒙専制君主）である。彼はクーデターと侵略を防ぐために必要な行動をとるように大臣と将軍に命じた。
なお、シルダビア国王は、シルダビアを舞台とした、あるいはシルダビアに関係する物語のうち『ビーカー教授事件』と『めざすは月』には登場しない。両者は共に第二次世界大戦後、シルダビアのモデルとなっていたバルカン半島の国家の君主制が打倒された時に書かれた作品である。戦後のシルダビアでどのような形の政府が権力を握っているのかは明らかにされていない。

## 言語
Daniel JustensとAlain Préauxは、著書『Tintin Ketje de Bruxelles』 （Casterman、2004年 ISBN 2-203-01716-3 ）の中で、シルダビア語はブリュッセルの労働者階級が住むマローレン（Marollen）地区で話されているオランダ語の方言「Marols」（「Marollien」とも）に基づいていると指摘した。同方言は作者のエルジェが祖母から学んだ言葉であり、フランス語に由来する単語が多く、スペイン語の影響も散見される。シルダビア語はそれをベースに、ドイツ語、ポーランド語、チェコ語、ハンガリー語など、エルジェの好みに合うように、さまざまな中央ヨーロッパの言語が組みあわされているようである。
なお、キリル文字を使用する通常のシルダビア人とは対照的に、クロウの宮廷ではラテン文字が使用される。

## 料理
シルダビア料理は典型的な東欧料理を彷彿させるものである。ブリヌイ、ハーブ、ソーセージなどがシルダビア料理店のキッチンで見られる。代表的な料理は「スラゼック」である。「オトカル王の杖」では、ウェイターが「シルダビアソースをかけた若い犬の肉」と説明しており、キノコとサラダと一緒にタンタンに出された。
また、ミネラルウォーターが重要な輸出品となっている。酒類には高額な税金がかけられており、ウイスキーを大量に持ち込んだハドック船長は、多額の関税を払う羽目になった。首都クロウはミネラルウォーターの都と言われており、「クロウの水」「クロウからの水」を意味するミネラルウォーターである「クロワスワ」（Кловасва）で有名である。

## 宇宙計画と原子力研究
1950年代、シルダビアは同国内のシュプロジ（Sbrodj、英語版ではSprodjと綴られた）で、宇宙計画を秘密裏に成功させた。
『めざすは月』および『月世界探険』では、シュプロジにあるシュプロジ原子力センターが描写されている。センターはジミルパティア山脈（カルパティア山脈をもじったもの）の山中にあり、豊富なウラン鉱床の近くに位置している。施設の運営はバクスター氏が行っている。施設のセキュリティは強固で、多数のセキュリティチェックポイント、ヘリコプター監視、対空砲、施設を拠点とする戦闘機の飛行隊などを備えている。
センターでの研究は、シルダビア政府によって採用された物理学者の大規模なチームによって行われ、核兵器の影響からの保護に関する研究を含んでおり、同国の宇宙計画の基盤となっている。センターにはウランをプルトニウムに加工するための独自の原子炉や、タンタンたちを月に運ぶロケットの研究と建設のための広大な施設が存在する。これらは、『月世界探険』の終盤のみで描写され、以降のタンタンシリーズには登場しない。
『めざすは月』では、シュプロジ原子力センターが、 ビーカー教授を宇宙部門の責任者に迎え入れ、後にタンタンとハドック船長を月探索計画に招待した。

## 国立湖
国立湖はポリショフ湖（Lake Pollishoff）。Pollishoffは「サメ」を意味する。北マケドニアの様々な湖、特にオフリド湖にインスピレーションを受けたようである。

## 軍事
1930年代までに、シルダビアには対空砲とレーダー基地を備えた近代的な軍隊が存在した。チェックポイントとバンカーを備えた防御システムが十分に準備されている。
軍隊の軍服は東ヨーロッパに典型的なものであり、おそらくポーランドやチェコスロバキアの外観をモデルにしている。ただし、使用されているヘルメットはスイスのものに似ている。軍服には立ち襟があり、襟にはランクが示されている。緑の制服を着た武装警察または憲兵隊は、農村部と都市部の両方に配置されている。
近衛兵は、東ヨーロッパで生まれたユサールの服を身にまとっている。首都クロウにある王宮の儀仗兵は、バルカン半島の伝統的なデザインの衣装を着ており、ハルバードで武装している。

## 文化
首都クロウには、様々な民族・人種の文化が見られる。ユーゴスラビアの文化を中心に、古いモスクなどトルコの影響を感じさせる建物もある。クロポウ城の建築と装飾は、チェコの影響が見受けられるボヘミアン風である。
クロウには、恐竜の骨格が展示されている大規模な自然科学博物館がある。